# Gelligaer (Menhir)
Gelligaer (auch Cefn Gelli-Gaer Inscribed Stone oder Gelli-Gaer Stone) ist ein Menhir (walisisch Maen hir – englisch Standing stone) auf dem Berg Pen Garnbugail in Bedlinog bei Merthyr Tydfil im Merthyr Tydfil County Borough in Wales.
Der Menhir steht auf der Ostseite des Pen Garnbugail, in der Nähe eines alten Gleises und einer Römerstraße. Es ist etwa 2,5 m hoch und stark seitlich geneigt. Es gab eine Inschrift, die vertikal an seiner Ostseite verlief. Sie wurde vor 1862 teilweise verunstaltet und 1875 total verstümmelt. Die Inschrift lautete: „TEFROIHI“ oder „TEFSOIHI“: (Der Stein) von Roihi.
Berichten zufolge stand der Menhir am Rande einer kleinen kreisförmigen Einhegung mit einem Durchmesser von etwa 5,0 m. William Camden (1551–1623) zufolge (der eines der ersten Bücher über britische Antiquitäten schrieb) war in der Mitte eine Person beerdigt worden.

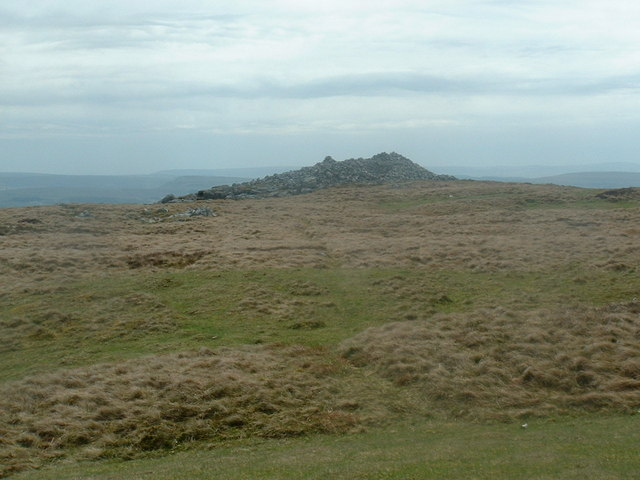
Carn Bugail

Die Datierung des Steins ist umstritten. Einigen Forschern zufolge handelt es sich um ein frühchristliches Denkmal, das eine Straßengrabbestattung nach dem römischen Brauch markiert.
Eine Legende erzählt, dass ein Schatz unter der Säule begraben ist: Als ein Bauer versuchte ihn zu ergraben, kam ein Gewitter, tötete den Mann und beugte den Stein.
Südwestlich des Steines, 100 m den Hügel hinauf, ist kleiner runder Cairn. In der Nähe auf dem Gipfel des Bergrückens, befindet sich der Rundcairn Carn Bugail.